# Augusta (Virginia Occidental)
Augusta es un área no incorporada ubicada en el condado de Hampshire (Virginia Occidental), Estados Unidos. Está catalogada como un asentamiento humano por la Junta de Nombres Geográficos de los Estados Unidos.
El número de identificación (ID) asignado por el Servicio Geológico de Estados Unidos es 1535081. El código del censo y el código de clase es 03412 y U6 respectivamente. Se encuentra a 396 m s. n. m. (1299 pies) según el conjunto de datos de elevación nacional.